# Jan Cygankiewicz (artysta)

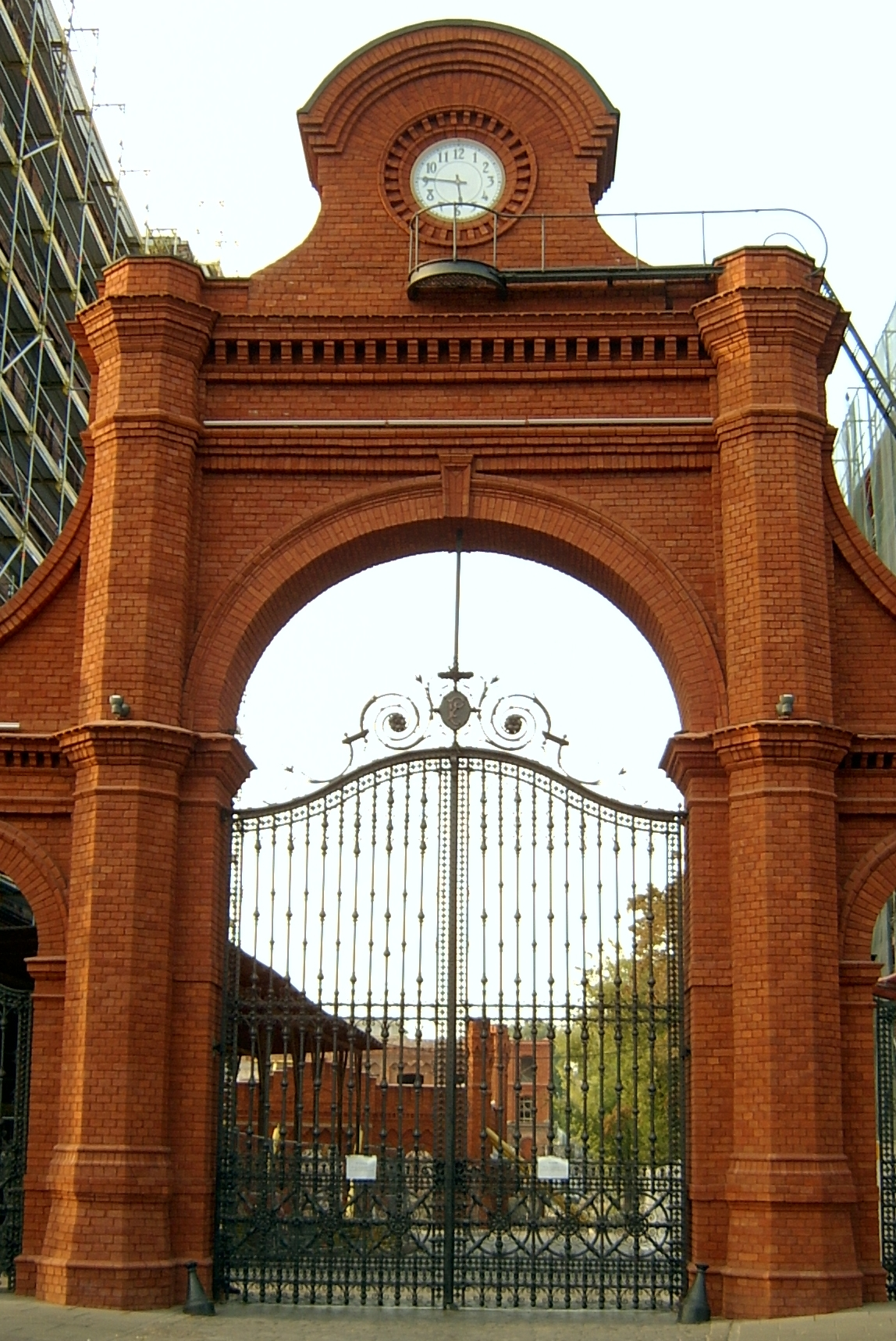
Główna brama łódzkiej Manufaktury odtworzona przez Jana Cygankiewicza (2004)

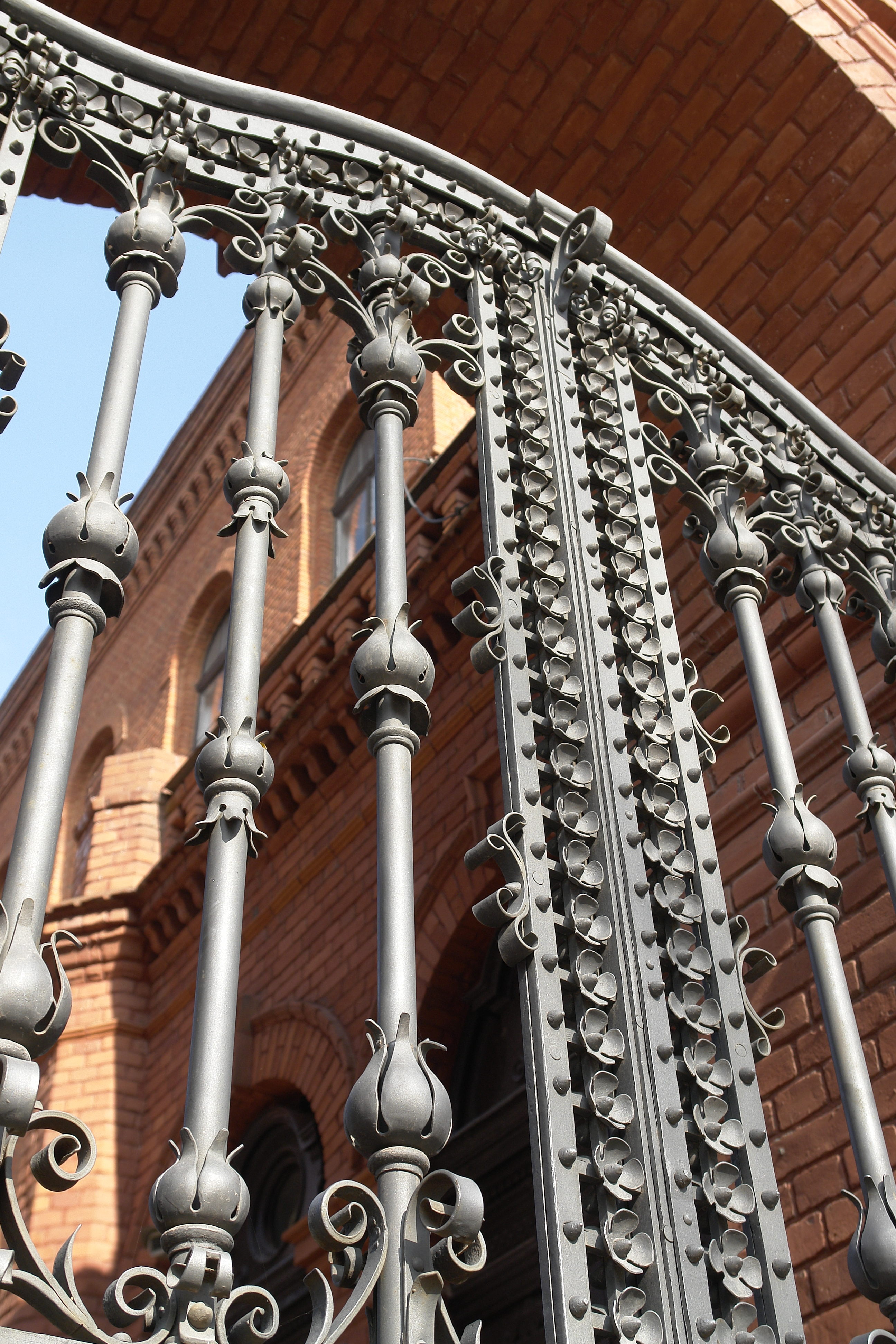
detale Bramy do Manufaktury:autor rekonstrukcji Jan Cygankiewicz

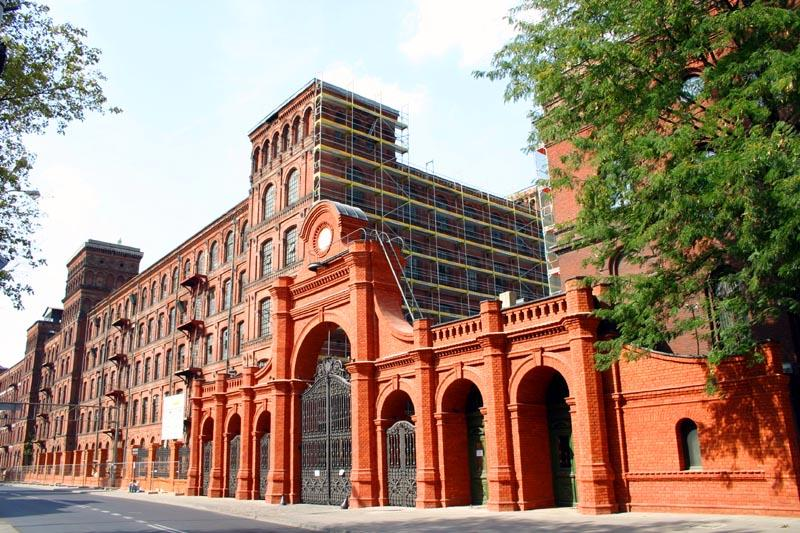
4 tonowa brama wjazdowa do byłej fabryki Poznańskiego

Jan Cygankiewicz (ur. 1945 w Radomsku) – polski artysta plastyk, mistrz rzemiosła kowalskiego.
Absolwent Politechniki Łódzkiej. Konserwator zabytków, posiada tytuł mistrza rzemiosła artystycznego nadany przez Ministra Kultury i Sztuki oraz dyplom mistrzowski w zakresie kowalstwa artystycznego, tworzy i mieszka w Łodzi.

## Prace w Polsce
Jest autorem:
- krat drzwiowych i zadaszenia nad wejściem do Pałacu Izraela Poznańskiego w Łodzi.
- zadaszenia nad wejściem, balustrady wewnętrznej i zewnętrznej, zadaszenia powozowni w Pałacu Karola Scheiblera w Łodzi[1].
- krat okiennych i drzwiowych w Mauzoleum Izraela Poznańskiego w Łodzi.
- bramy wjazdowej, furta i przęsła ogrodzenia: Willa Leopolda Kindermanna w Łodzi[2].
- bramy i kraty drzwiowej: Kamienica Teodora Steigerta w Łodzi.
- bramy wjazdowej, furty i ogrodzenia Manufaktury[3].
- kopuła nad wejściem, balustrady i lampy w Pałacu Roberta Schweikerta przy ul. Piotrkowskiej 262/264 w Łodzi.
- kraty w krypcie, krzyż, lampy w Archikatedra w Łodzi.
- kraty okienne: Muzeum Historyczne Miasta Krakowa.
- kraty okienne i drzwiowe: Muzeum Etnograficzne im. Seweryna Udzieli w Krakowie.
- kraty ogrodzenia: Synagoga Stara w Krakowie.
- balustrada i kraty okienne: Kamienica Pod Jagnięciem i Kamienica Kromerowska przy Rynku Głównym w Krakowie.
- kraty wewnętrzne i drzwiowe: Kamienica Dawidowska w Krakowie.
- obudowa zabytkowej trafostacji: Ulica Grodzka w Krakowie.
- kraty: Kościół Świętych Apostołów Piotra i Pawła w Krakowie.
- balustrady: Katedra Świętych Apostołów Piotra i Pawła w Gliwicach.
- kraty okienne: Zamek w Oporowie.

## Prace poza Polską
- ogrodzenia pałacowe w Northampton.
- brama wjazdowa i furta pałacowa w Düsseldorfie.
- podwieszany sufit z mosiężnych kasetonów na trzech kondygnacjach, kinkiety, żyrandole, balustrady w Teatrze Muzycznym „Karlin” w Pradze.

## Wystawy
- 2009: Wystawa w Muzeum Kinematografii w Łodzi[4].